# Municipio de Sharon (condado de Medina)
El municipio de Sharon (en inglés: Sharon Township) es un municipio ubicado en el condado de Medina en el estado estadounidense de Ohio. En el año 2010 tenía una población de 5111 habitantes y una densidad poblacional de 76,41 personas por km².

## Geografía
El municipio de Sharon se encuentra ubicado en las coordenadas 41°6′7″N 81°44′13″O / 41.10194, -81.73694. Según la Oficina del Censo de los Estados Unidos, el municipio tiene una superficie total de 66.89 km², de la cual 66.75 km² corresponden a tierra firme y (0.2%) 0.13 km² es agua.

## Demografía
Según el censo de 2010, había 5111 personas residiendo en el municipio de Sharon. La densidad de población era de 76,41 hab./km². De los 5111 habitantes, el municipio de Sharon estaba compuesto por el 97.67% blancos, el 0.63% eran afroamericanos, el 0.1% eran amerindios, el 1% eran asiáticos, el 0.02% eran isleños del Pacífico, el 0.2% eran de otras razas y el 0.39% pertenecían a dos o más razas. Del total de la población el 0.72% eran hispanos o latinos de cualquier raza.